# Marvin Fletes
Marvin David Fletes Novoa (ur. 12 listopada 1997 w Managui) – nikaraguański piłkarz występujący na pozycji środkowego obrońcy, reprezentant Nikaragui, od 2021 roku zawodnik Realu Estelí.